# Сользе
Сользе́ (фр. Saulzet) — коммуна во Франции, находится в регионе Овернь. Департамент коммуны — Алье. Входит в состав кантона Ганна. Округ коммуны — Виши.
Код INSEE коммуны — 03268.

## Население
Население коммуны на 2008 год составляло 336 человек.
| 1962 | 1968 | 1975 | 1982 | 1990 | 1999 | 2008 |
| ---- | ---- | ---- | ---- | ---- | ---- | ---- |
| 337  | 354  | 316  | 312  | 340  | 330  | 336  |

## Экономика
В 2007 году среди 218 человек в трудоспособном возрасте (15—64 лет) 156 были экономически активными, 62 — неактивными (показатель активности — 71,6 %, в 1999 году было 65,5 %). Из 156 активных работали 143 человека (83 мужчины и 60 женщин), безработных было 13 (3 мужчин и 10 женщин). Среди 62 неактивных 12 человек были учениками или студентами, 18 — пенсионерами, 32 были неактивными по другим причинам.